# Гептартутьдикальций
Гептартутьдика́льций — бинарное неорганическое соединение, интерметаллид
кальция и ртути
с формулой Ca2Hg7,
кристаллы.

## Получение
- Сплавление стехиометрических количеств чистых веществ в инертной атмосфере:

{\displaystyle {\mathsf {2Ca+7Hg\ {\xrightarrow {264^{o}C}}\ Ca_{2}Hg_{7}}}}

## Физические свойства
Гептартутьдикальций образует кристаллы гексагональной сингонии, пространственная группа P 6/m, параметры ячейки a = 1,3444 нм, c = 0,9633 нм, Z = 6,
структура типа гептасеребродигадолиния Gd2Ag7
.
данному соединению также приписывают формулы CaHg3,6 или Ca14Hg51.
Соединение образуется по перитектической реакции при температуре 264 °C.